# Mike Oxley
Pour les articles homonymes, voir Oxley.
Michael Garver Oxley dit Mike Oxley, né le 11 février 1944 à Findlay (Ohio) et mort le 1er janvier 2016 à McLean (Virginie), est un avocat et homme politique américain membre du Parti républicain.

## Biographie
Mike Oxley a été membre de la Chambre des représentants des États-Unis de 1981 à 2007, après avoir été membre de la Chambre des représentants de l'Ohio de 1973 à 1981. Il est connu pour la loi Sarbanes-Oxley à laquelle il a donné son nom et qui est relative à la réforme de la comptabilité des sociétés cotées et la protection des investisseurs. Au Congrès, il est président entre 2001 et 2007 du House Financial Services. Committee

### Carrière privée
Entre 1969 et 1972, Oxley travaille pour le Federal Bureau of Investigation après avoir été avocat et devient dès lors actif au sein du Parti républicain.
Après sa retraite politique, Oxley est devenu lobbyiste pour le NASDAQ, et un partenaire du cabinet d'avocats Baker Hostetler basé à Washington, D.C. ; il est par la suite devenu lobbyiste pour le Financial Industry Regulatory Authority, l'« Organisme d'Autoréglementation du Secteur des valeurs Mobilières ».